# Ferrugem (cor)
Ferrugem, ferrujado ou enferrujado  é uma cor vermelho-alaranjada similar ao óxido de ferro(III). É normalmente utilizada em iluminação de palco e é aproximadamente da mesma cor das luzes das salas de revelação (fotografia) quando usada sobre uma fonte de luz padrão de tungstênio.

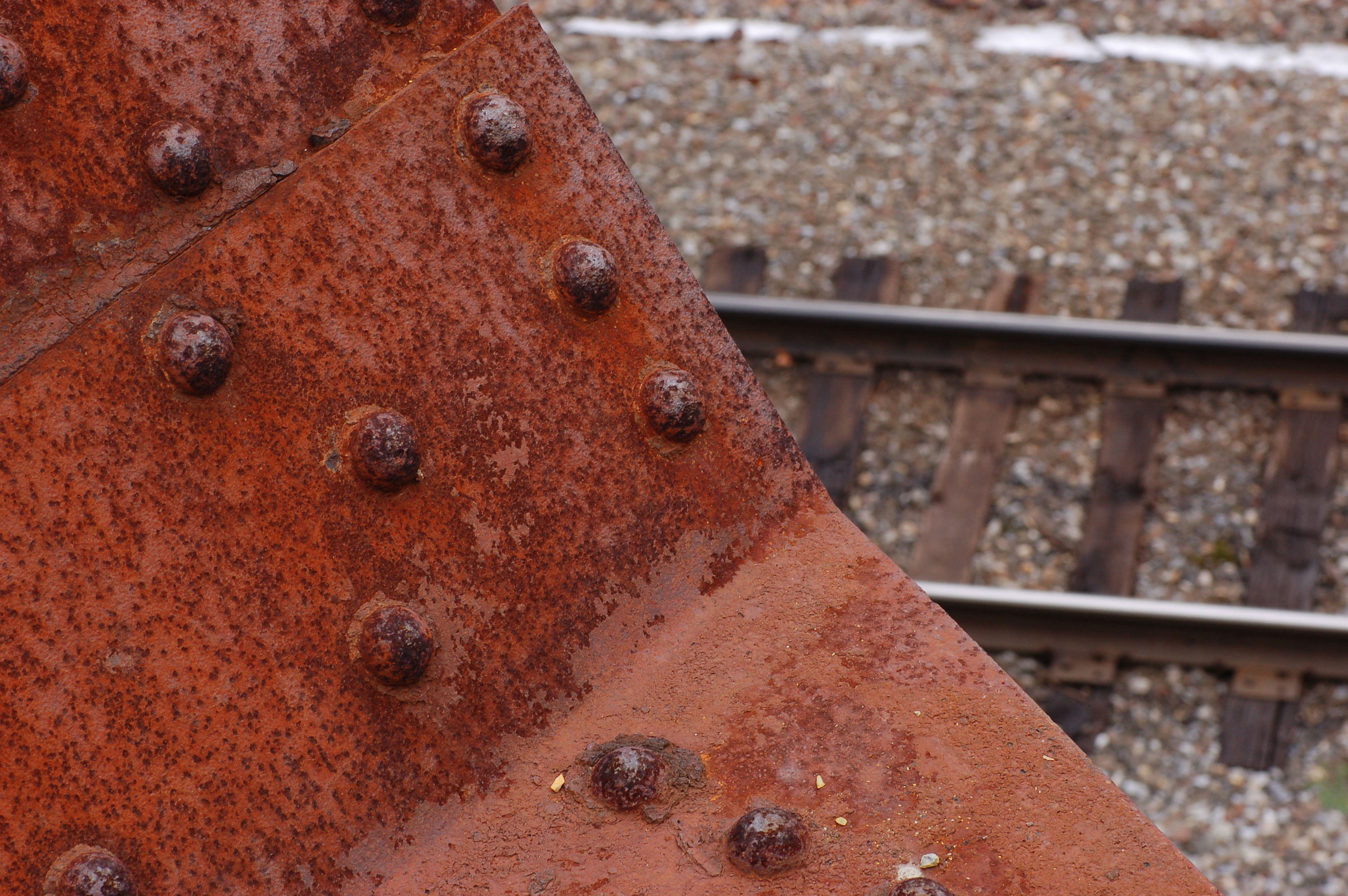
Ponte ferrugenta sobre um caminho-de-ferro.